# شبكة سانتاندير
شبكة سانتاندير (بالإنجليزية: Santander Network، وبالإسبانية: Red de Santander) هي تكتل للجامعات الأوروبية أنشئ في ديسمبر 1988 بهدف تعزيز التعاون والتبادل العلمي بين الجامعات الأعضاء.

## الجامعات الأعضاء

### إسبانيا
- جامعة بلد الوليد
- جامعة بلنسية التقنية
- جامعة كانتابريا
- جامعة لاس بالماس دي غران كناريا
- جامعة ليون
- جامعة مرسية

### ألمانيا
- جامعة أسنابروك
- جامعة بايرويت
- جامعة غيسن

### أيرلندا
- جامعة ليمريك

### إيطاليا
- جامعة باري
- جامعة ترييستي
- جامعة روما سابينزا
- جامعة كاتانيا

### البرتغال
- جامعة بورتو
- جامعة مينيو

### بلجيكا
- جامعة خنت
- جامعة لييج

### بولندا
- جامعة آدم ميتسكيفيتش في بوزنان
- جامعة فروتسواف

### الدنمرك
- جامعة آلبورغ
- جامعة جنوب الدنمارك

### رومانيا
- جامعة بابيش بولياي

### السويد
- جامعة غوتنبرغ
- جامعة لوند
- جامعة مالمو

### فرنسا
- جامعة بو وبلاد الأدور
- جامعة بيير منديس فرانس
- جامعة جوزيف فورييه
- جامعة روان
- جامعة رين 1
- جامعة رين 2
- جامعة لو هافر
- معهد غرينوبل للتقنية

### مالطا
- جامعة مالطا

### المجر
- جامعة بودابست للتقنية والاقتصاد

### المملكة المتحدة
- جامعة كنت
- جامعة ليدز

### النرويج
- جامعة برجن
- الجامعة النرويجية للعلوم والتكنولوجيا

### هولندا
- جامعة أمستردام الحرة
- جامعة آيندهوفن للتكنولوجيا

### اليونان
- جامعة باتراس